# Alcubierre
Alcubierre é um município da Espanha na província de Huesca, comunidade autónoma de Aragão, de área 115,29 km² com população de 439 habitantes (2004) e densidade populacional de 3,81 hab/km².

## Demografia
| Variação demográfica do município entre 1991 e 2004 | Variação demográfica do município entre 1991 e 2004 | Variação demográfica do município entre 1991 e 2004 | Variação demográfica do município entre 1991 e 2004 |
| --------------------------------------------------- | --------------------------------------------------- | --------------------------------------------------- | --------------------------------------------------- |
| 1991                                                | 1996                                                | 2001                                                | 2004                                                |
| 514                                                 | 483                                                 | 449                                                 | 439                                                 |